# Euryopis sexmaculata
Euryopis sexmaculata är en spindelart som beskrevs av Hu 200. Euryopis sexmaculata ingår i släktet Euryopis och familjen klotspindlar. Inga underarter finns listade i Catalogue of Life.